# Цвингли, Ульрих
У́льрих Цви́нгли (Huldrych или Ulrich  Zwingli; 1 января 1484, Вильдхаус, кантон Санкт-Галлен — 11 октября 1531, Каппель-на-Альбисе, кантон Цюрих) — христианский философ и гуманист, предводитель реформации в Швейцарии, автор трудов «О божественной и человеческой Справедливости» (1523) и «Провидения» (1530).
Родился в 1484 году, проходил обучение во Вьене и Базеле. Продолжил обучение после получения должности пастора в Гларусе и Айнзидельне, где познакомился с трудами Эразма Роттердамского. В 1519 году Цвингли стал пастором Гросмюнстера в Цюрихе, где начал проповедовать идеи реформирования Католической церкви. В его первом публичном диспуте в 1522 году во время Великого поста, он раскритиковал католическую практику поста. В своих произведениях выступал против коррупции в церкви, целибата и использования икон для поклонения во время богослужений. В 1525 году он разработал новый порядок богослужения с совершением причастия, чтобы заменить католическую мессу. Также он противостоял анабаптистам и начал их преследование. Историки ещё не пришли к единому мнению о том, можно ли считать форму управления Цюриха в тот период теократией.
Реформация распространилась по всей Швейцарской конфедерации, и лишь некоторые кантоны остались католическими. Цвингли сформировал союз протестантских кантонов, который разделил Конфедерацию на сторонников Реформации и католицизма и в 1529 году едва удалось предотвратить войну между ними. Между тем, идеи Цвингли привлекли внимание Мартина Лютера и других реформаторов. Для обсуждения они встретились в Марбурге, где оказалось, что они согласны по всем пунктам вероучения, кроме учения о причастии.
В 1531 году протестантский союз Цюриха начал неудачную продовольственную блокаду католических кантонов. В ответ на это, католические кантоны начали военное вторжение. Цвингли погиб в битве при Каппеле. Его идеи оказали большое влияние на вероучение, порядок богослужения и церковное устройство Реформатских церквей.

## Исторический контекст
Швейцарская Конфедерация во время Ульриха Цвингли состояла из 13 государств-кантонов, а также зависимых областей и общих владений (см. карту). В отличие от современной Швейцарии, каждый из 13 кантонов был практически независимым, ведя самостоятельную внутреннюю и внешнюю политику. Каждый кантон самостоятельно заключал союзы внутри и вне Конфедерации. Во время Реформации, эта независимость послужила предпосылкой для конфликта между кантонами, которые поддерживали и отвергали Реформацию.
Общая политическая обстановка в Европе в XV и XVI веках также была нестабильной. Веками внешняя политика Конфедерации определялась отношениями с её влиятельным соседом, Францией. Номинально, Конфедерация была частью Священной Римской империи. Тем не менее, после ряда успешных войн, последней из которых была Швабская война, Конфедерация стала, по факту, независимой. Конкуренция двух континентальных держав, а также второстепенных соседей Конфедерации, таких как Миланское герцогство, Савойское герцогство и папская область, имела далеко идущие политические, экономические и социальные последствия для Конфедерации. В это время начались разногласия по поводу практики поставки кантонами на службу соседям швейцарских военных отрядов, славившихся своей храбростью. Религиозные группировки времён Цвингли громко обсуждали военные подвиги молодых швейцарских мужчин, которые служили лишь для обогащения властей.
Эти внутренние и внешние причины послужили причиной роста швейцарского самосознания, в котором термин Vaterland (лат. patria, рус. Родина) перестал обозначать конкретный кантон и был перенесён на всю Конфедерацию. В то же время в Конфедерации укоренился гуманизм эпохи Возрождения, с его ценностями и акцентом на науку. В этих условиях, в месте слияния швейцарского патриотизма и европейского гуманизма, в 1484 году родился Ульрих Цвингли.

## Биография

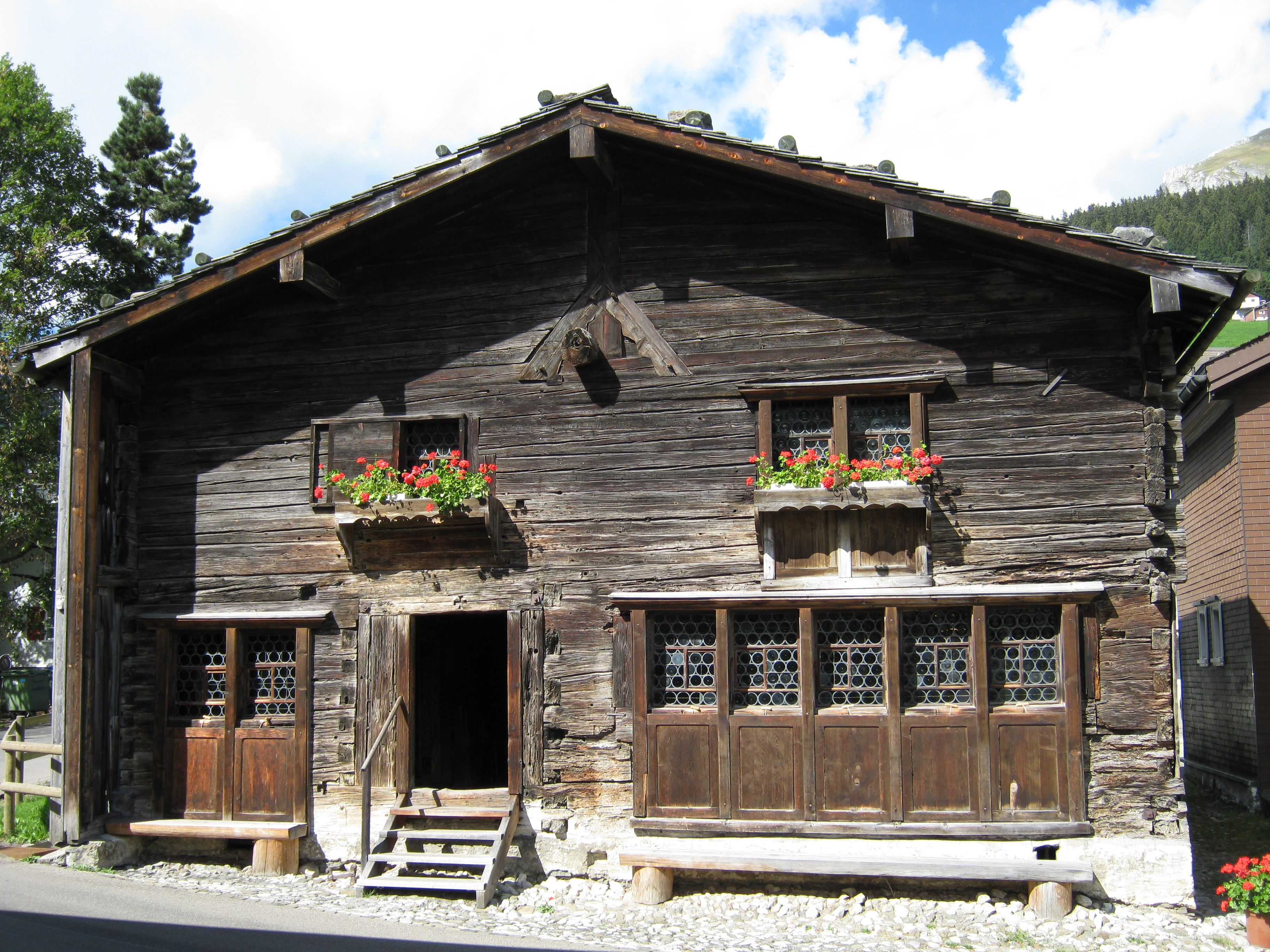
Дом, где родился Цвингли. Вильдхауз, современный кантон Санкт-Галлен.

Родился 1 января 1484 года, несколькими неделями позже Лютера, в зажиточной крестьянской семье, в деревне Вильдхаусе, в графстве Тоггенбургском, принадлежавшем бенедиктинскому монастырю Святого Галла. Отношения графства со Швейцарским союзом были достаточно запутанными, и «швейцарцем» в юридическом смысле Цвингли стал только в 1521 году, когда получил гражданство Цюриха.
Отец был зажиточным крестьянином и старшиной (нем. Ammann) вильдхаузской общины. Брат отца, Варфоломей, являлся первым пастором, избранным самой общиной. Мать происходила из семьи, где было несколько лиц духовного звания — некоторую информацию о семье Цвингли приводит Генрих Буллингер, на дочери которого был женат сын Цвингли, также Ульрих. Отец, следуя семейной традиции, решил посвятить сына духовному званию. В Вильдхаусе не было своей школы, но была небольшая школа в Везене, где его дядя Варфоломей был деканом. В возрасте 10 лет Цвингли отдали на попечение другого дальнего родственника, Григори Бюнцли, проживавшего в пригороде Базеля. Там юный Ульрих получал более систематическое образование и, возможно, мог пользоваться библиотекой картезианского монастыря. Затем, примерно в 1496 году, мальчика отправили в Берн, где находилась школа молодого педагога Генриха Лупулуса, считавшаяся лучшей к югу от Страсбурга. Об этом периоде жизни Цвингли практически ничего не известно.
Осенью 1498 года датируется запись о том, что Udalricus Zwinglij из Гларуса записался в Венский университет. В Вене близкими друзьями Цвингли стали земляки Арбогаст Струб и Иоахим Вадиан. В последующие годы Ульрих путешествовал по Европе, и в 1500 году матрикулировался в Вене повторно. В 1500—1501 годах он посетил, вероятно, Париж, Кёльн и Тюбинген, после чего остановился в Базеле. Там он записался в университет, внеся обычную плату в 6 шиллингов. Преподавание в университете строилось, как это было принято в то время, на изучении текстов Аристотеля. Цвингли живо интересовался классической литературой и усердно читал Священное Писание, для лучшего уразумения которого изучил и древнееврейский язык. Значительным было влияние базельского богослова Фомы Виттенбаха, с которым Цвингли обсуждал природу папской власти. Поддерживая деятельные сношения с гуманистами, в том числе и с Эразмом Роттердамским, Цвингли вступил на путь свободного исследования Священного Писания. Не известно, откуда он получал все эти годы деньги на продолжение образования. В 1504 году Цвингли получил степень бакалавра, в 1506 году — магистра философии. Смерть приходского священника в Гларусе, чью должность он смог унаследовать, дала ему источник средств к существованию.
В своих проповедях и литературных произведениях («Лабиринт», «Басня о быке и некоторых животных») он отзывался на все животрепещущие вопросы действительности, обнаруживая искреннее религиозное чувство и патриотизм. В средние века одной из особенностей общественной жизни Швейцарии была поставка кантонами на службу иностранным государствам швейцарских военных отрядов, славившихся своей храбростью. Эта торговля служила средством наживы для отдельных лиц и групп, получавших пенсии от иностранных государей. Вместе с этим, подобный способ обогащения служил источником глубокой общественной деморализации. Сам Цвингли узнал об этой практике, когда в 1512 и 1515 годах сопровождал в качестве полкового священника отряд Гларуса в итальянских походах. К развращающей нравы прихожан торговле людьми он отнёсся с большим протестом, что также приводило Цвингли к мнению о необходимости проведения реформ в обществе.
В 1516 году Цвингли занял место капеллана в Эйнзидельне, продолжая выступать с проповедью против различных суеверий и церковных злоупотреблений. В 1518 году занял должность священника в Цюрихском соборе и здесь в основу своих проповедей положил Евангелие, стремясь к реформе церкви и государства, вооружаясь против торговли индульгенциями настолько успешно, что доминиканцу Самсону, торговавшему ими в Швейцарии, закрыт был доступ в Цюрих.
В ряде проповедей, сочинений и религиозных диспутов Цвингли развил основные положения своего учения. В 1522 году он произнёс проповедь против постов, установленных римской церковью («О свободе выбора пищи»), и в послании к констанцскому епископу высказался против безбрачия священников. 29 января 1523 году в Цюрихе состоялся публичный диспут, основанием для которого были 67 тезисов учения Цвингли о Священном Писании как высшем авторитете в религиозных вопросах, о Христе как о единственном истинном посреднике между Богом и людьми, о вере как единственном средстве спасения, о церкви как союзе всех верующих и т. д. Диспут этот, устроенный городским советом Цюриха, окончился торжеством Цвингли над его противником Фабером, викарием констанцского епископа: цюрихский городской совет принял учение Цвингли и стал самостоятельно распоряжаться церковными делами кантона вместо констанцского епископа. Католическая месса и иконы были устранены, богослужение упрощено; латинский язык заменён немецким; причастие давалось под обоими видами; монастыри обращены были в школы, приюты и госпитали, монастырское имущество секуляризовано; безбрачие духовенства упразднено, и в 1522 году сам Цвингли тайно женился на Анне Рейнхардт, брак оставался тайным до 1524 года.
В 1525 году он издал своё исповедание веры, под названием «De vera et falsa religione» («О религиозности истинной и ложной»), в большей части пунктов сходное с учением Лютера, за исключением вопроса о причащении. Чуждый мистицизма, Цвингли смотрел на евхаристию не как на таинство, а как на воспоминание об искупительной жертве Христа. Кроме того, Лютер сохранял те догматы и обряды, которые не стояли в противоречии со Священным Писанием, тогда как Цвингли устранял всё то, что не находило в нём прямого подтверждения. Наконец, по вопросу о церковной организации Цвингли, будучи, как швейцарец, носителем республиканского начала, проводил начала пресвитерианского управления, а Лютер, как поборник княжеской власти, установил консисториальную систему управления церковью.
Учение Цвингли и реформация в Швейцарии развивались одновременно с учением Лютера, но совершенно независимо от него. В 1528 году Цвингли писал: «я узнал слово Божие не от Лютера, а из учения Христа». По вопросу о причащении между Цвингли и Лютером происходила полемика, в которой первый обнаружил больше сдержанности и умеренности, чем последний. Желая примирить оба евангелических учения, ландграф гессенский Филипп устроил в 1529 году в Марбурге встречу Лютера и Цвингли. Первый явился в сопровождении Меланхтона, Цвингли — со своим другом и последователем Эколампадием; состоявшийся марбургский диспут не привёл к соглашению по вопросу о причащении.
Учение Цвингли из Цюриха распространилось в Берне, Базеле, Шаффхаузене, Санкт-Галлене, Гларусе и во многих вольных имперских городах Германии. Лесные кантоны — Швиц, Ури, Унтервальден, Люцерн — остались верны католицизму. Враждебные отношения между католиками и последователями Цвингли всё более обострялись. Обе стороны готовились к борьбе, заключая внешние союзы. В 1529 году борьба была отсрочена заключением в Каппеле договора, по которому каждому кантону предоставлялось право устраивать церковные дела по своему усмотрению. Однако вскоре вспыхнула междоусобная война. Между цюрихцами и отрядами католических кантонов произошло (11 октября 1531 г.) сражение на Каппельской равнине: цюрихцы были разбиты наголову, сам Цвингли убит. Дело его продолжал и упрочил его друг Буллингер, редактировавший в 1536 году первое гельветское исповедание.

## Богословские взгляды Цвингли

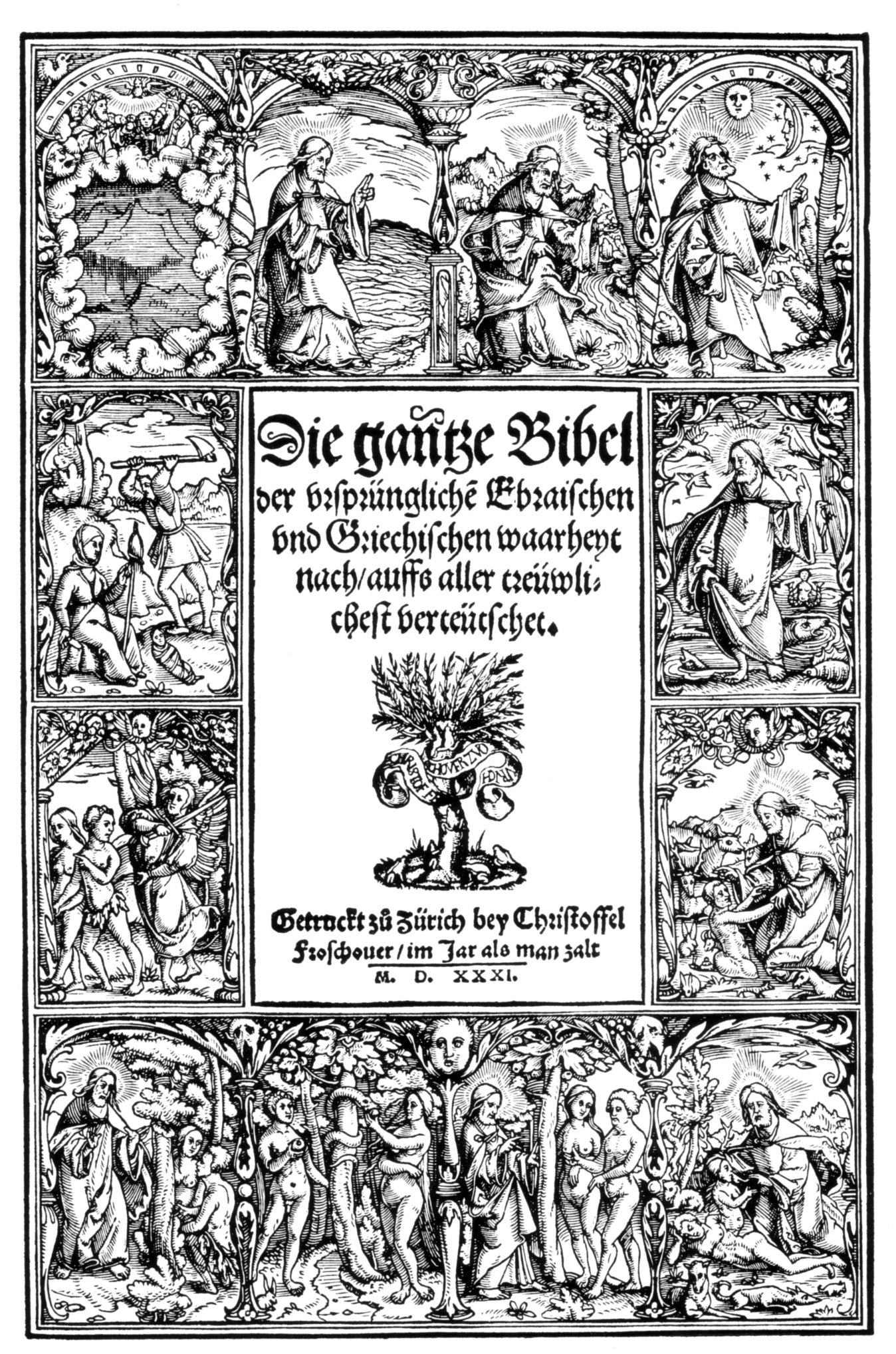
Библия, опубликованная в Цюрихе под руководством Цвингли

Согласно Цвингли краеугольным камнем правильного богословия является Библия. В своих трудах Цвингли постоянно обращался к Писанию. Он ставил его авторитет выше, чем авторитет вселенских соборов и отцов церкви, но пользовался и внебиблейскими аргументами для обоснования своей позиции. Принципы интерпретации, которыми пользовался Цвингли, основаны на рационализме учения гуманизма. Он отвергал буквальную интерпретацию отрывков, которая была принята анабаптистами, и использовал синекдоху, аналогии, методы, которые он описывает в «Дружественном толковании» (1527). Две аналогии он использовал наиболее часто, это были аналогия между крещением и обрезанием и между причастием и Пасхой. При толковании он также обращал внимание на непосредственный контекст и пытался понять его цель, сравнивая отрывки из Библии друг с другом.
Цвингли отвергал понятие таинства (лат. sacramentum). Для обычного человека, это слово означало некоторый вид священнодействия, в котором самом по себе есть сверхъестественная сила для очищения от греха. Согласно убеждениям Цвингли, таинство являлось церемонией обета или залогом, а само слово на латыни означало клятву. В его ранних трудах на тему крещения, он отмечал, что крещение является примером завета. Он бросил вызов католикам, обвинив их в суеверии, когда они приписали воде крещения силу смывать грехи. Позже, в его конфликте с анабаптистами, он защищал практику детокрещения, отмечая, что в Библии нет закона, запрещающего такую практику. Он утверждал, что крещение, это символ завета с Богом, заменяя обрезание, которое было предписано в Ветхом Завете.
Причастие Цвингли толковал также, как и крещение. Во время первого диспута в Цюрихе в 1523, он отрицал, что во время мессы происходит настоящее принесение Христа в жертву, утверждая, что Христос принёс жертву только один раз и навсегда. Проще говоря, причастие является «воспоминанием о жертве». Следуя этому аргументу, он продолжил развивать свою точку зрения, придя к выводу о «значимой» интерпретации слов этого установления. Он использовал различные отрывки Писания, чтобы опровергнуть учение о причастии, которого придерживался Лютер. Ключевым отрывком, по его мнению, был Ин. 6:63, «Дух животворит; плоть не пользует нимало». Способ толкования Цвингли, благодаря которому он придерживался таких взглядов на причастие, стал причиной, по которой он не смог достичь консенсуса с Лютером.
Влияние Лютера на богословское развитие Цвингли долгое время было источником пристального исследования лютеранских учёных, которые стремились утвердить Лютера как первого реформатора. Сам Цвингли решительно утверждал свою независимость от Лютера, и последние исследования подтвердили это утверждение. Цвингли читал книги Лютера в поисках подтверждения своих собственных взглядов. Он согласился с позицией, которую Лютер занял против папы римского. Как и Лютер, Цвингли был также учеником и поклонником Августина.

## Отношение к использованию музыки в церкви
Цвингли любил музыку и умел играть на нескольких инструментах, таких как скрипка, флейта, цимбалы, рог. Иногда он забавлял детей своей общины своей лютней и был настолько известен своей игрой, что его враги издевались над ним, называя его «евангелист и игрок на лютне». Сохранилось три гимна, составленных Цвингли: «Пестилид», переложение на музыку 65-го Псалма и «Находясь в Каппеле», который был написан им во время первой войны в Каппеле (1529). Эти песни не предназначались для исполнения во время богослужений и не считаются гимнами Реформации, хотя они были опубликованы в некоторых сборниках XVI века.
Цвингли критиковал практику священнического пения и монашеских хоров. Критика датируется 1523 годом, когда он высказался против определённых практик поклонения. Его аргументы подробно изложены в «Заключениях 1525 года», в которых заключения 44, 45 и 46 касаются музыкальных практик под заголовком «молитва». Он связывал музыку с иконами и церковными облачениями, которые, как он считал, отвлекали внимание людей от истинного духовного поклонения. Неизвестно, что он думал о музыкальных практиках в ранних лютеранских церквях. Цвингли, исключил инструментальную музыку из поклонения в церкви, заявив, что Бог не заповедал её в поклонении. Органист Народной Церкви в Цюрихе плакал, когда смотрел, как разбивают великий орган. Относительно совместного пения Цвингли не высказывал никакого мнения, но и не делал ничего, чтобы внедрить его. Тем не менее, современные исследования показали, что Цвингли признавал роль музыки в церкви. Готфрид Лочер пишет:

Старое утверждение «Цвингли был против церковного пения» уже не годится … Полемика Цвингли касается исключительно средневекового хорового и священнического пения на непонятном латинском языке, а не гимнов евангельских конгрегаций или хоров … Цвингли полностью разрешил общинное пение хором. Кроме того, он даже, кажется, стремился к живому, унисонному речитативу… Главной идеей в его концепции поклонения всегда было «сознательные действия и понимание того, что делаешь».
— 
В 1971 году был основан Musikabteilung (буквально: музыкальный департамент), расположенный в церкви Предигерн в Цюрихе, который представляет собой научную музыкальную коллекцию европейского значения. Он публикует доверенные ему материалы в виде компакт-дисков. Репертуар варьируется от духовной музыки Ульриха Цвингли начала XVI века до музыки конца XX века, изданной под заголовком «Musik aus der Zentralbibliothek Zürich».

## Влияние идей Цвингли

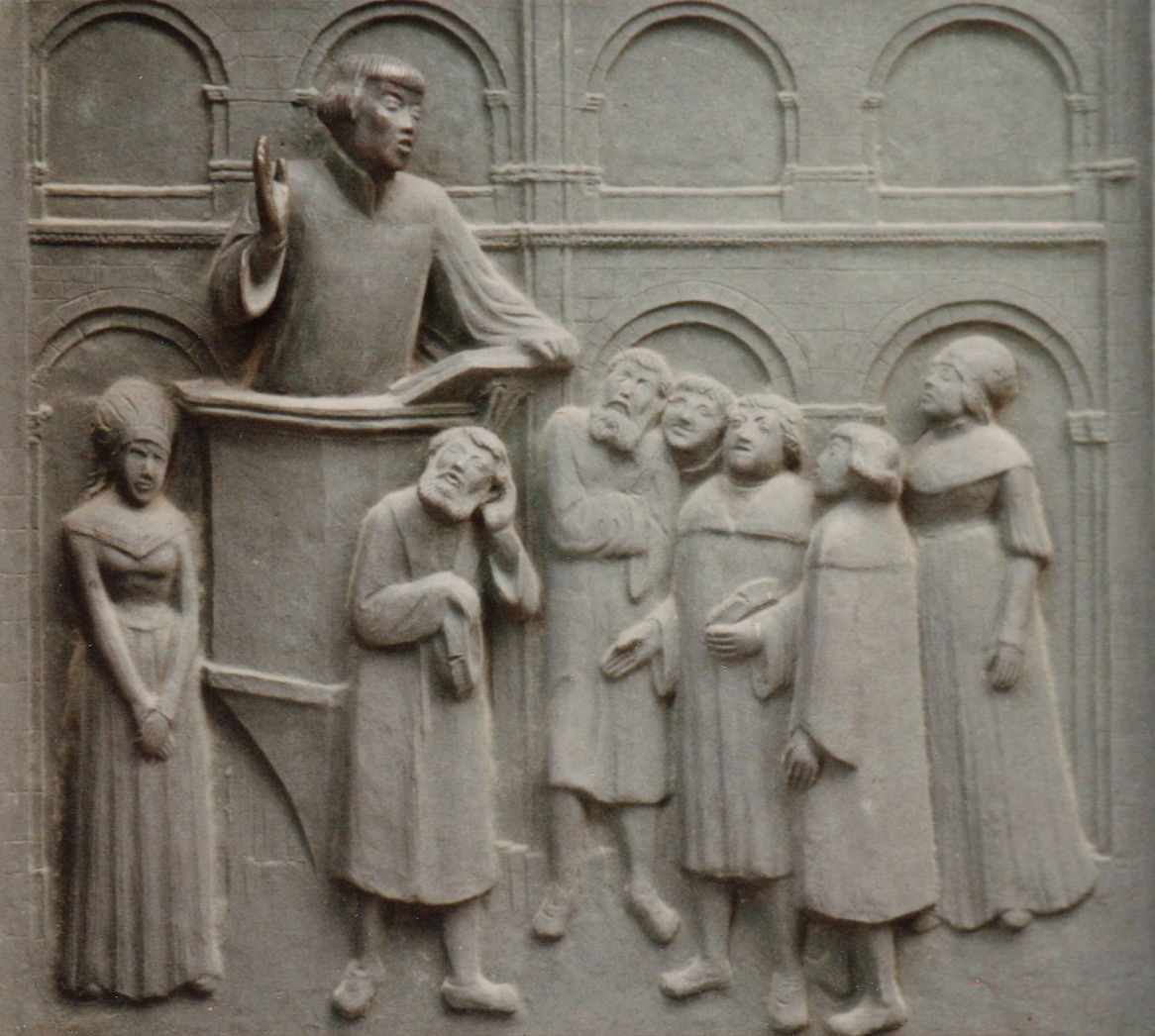
Изображение проповеди Цвингли на дверях цюрихского Гросмюнстера

Цвингли был гуманистом и учёным, имевшим много преданных друзей и последователей. Он одинаково легко находил подход как к простым людям своей общины, так и к правителям, таким как Филипп Гессенский. Его характер строгого, бесстрастного реформатора уравновешивался прекрасным чувством юмора. Так, он использовал в своих произведениях сатиры, басни и игру слов. Он лучше осознавал социальный долг христианства, чем Лютер, и искренне верил, что массы примут правительство, руководимое Словом Божьим. Цвингли неустанно продвигал идею помощи бедным, о которых, по его мнению, должна заботиться истинно христианская община.
В декабре 1531 года городской совет Цюриха избрал Генриха Буллингера преемником Цвингли. Буллингер немедленно удалил любые сомнения относительно ортодоксальности Цвингли и объявил его пророком и мучеником. Во время правления Буллингера раскол в Швейцарской Конфедерации по причине конфессионального разделения сошёл на нет. Буллингер сплотил реформированные города и кантоны и помог им оправиться от поражения при Каппеле. Цвингли провёл фундаментальные реформы; Буллингер закреплял и уточнял их.
Оценить влияние Цвингли на историю трудно по нескольким причинам. Нет единого мнения по поводу определения «цвинглианства»; по любому определению, цвинглианство развивалось при его преемнике Генрихе Буллингере; тема влияния Цвингли на Буллингера и Жана Кальвина ещё остаётся неисследованной. Буллингер принял большинство положений учения Цвингли. Подобно Цвингли, он несколько раз резюмировал свою теологию, наиболее известным примером которой является Второе гельветическое исповедание 1566 года. Кальвин же произвёл Реформацию в Женеве. Жан Кальвин расходился с Цвингли по вопросу причастия и критиковал его за то, что он расценил это как просто символический обряд. Однако в 1549 г. Буллингеру и Кальвину удалось преодолеть разногласия в доктрине и достичь консенсуса. Они объявили, что причастие не является просто символом вечери, но они также отвергли лютеранское учение о причастии. Этим сближением Кальвин утвердил свою роль в Швейцарских реформатских церквях и, в конечном счёте, в мире.
За пределами Швейцарии ни одна из церквей не считает Цвингли своим основателем. Учёные не пришли к единому мнению о том, почему цвинглианство не распространилось более широко, хотя богословие Цвингли считается первым выражением реформатского богословия. Влияние идей Цвингли на учение основных реформатских конфессий сегодня всё ещё очень заметно. Его часто называют «третий человек Реформации» после Мартина Лютера и Жана Кальвина.

### Увековечивание памяти
- В 1838 году Цвингли поставлен памятник в Каппеле.
- В 2019 году швейцарский режиссёр Стефан Хаупт[нем.] выпустил швейцарско-немецкий фильм «Цвингли»[нем.] о жизненном поприще реформатора[42].

## Список произведений Цвингли
Ожидается, что собрание сочинений Цвингли займёт 21 том. Подборка избранного была опубликована в 1995 году издательством Zwingliverein в сотрудничестве с Theologischer Verlag Zürich. Это собрание в четырёх томах включает следующие работы:
- Том 1: 1995, 512 страниц, ISBN 3-290-10974-7
  - Pestlied (1519/20) «Песня чумы»
  - Die freie Wahl der Speisen (1522) «О выборе и свободе относительно еды»
  - Eine göttliche Ermahnung der Schwyzer (1522) «Торжественное наставление [для людей Швейцарии]»
  - Die Klarheit und Gewissheit des Wortes Gottes (1522) «О чистоте и непогрешимости Слова Божьего»
  - Göttliche und menschliche Gerechtigkeit (1523) «Божественная и человеческая справедливость»
  - Wie Jugendliche aus gutem Haus zu erziehen sind (1523) «Как воспитать подростков из хорошего дома»
  - Der Hirt (1524) «Пастух»
  - Eine freundschaftliche und ernste Ermahnung der Eidgenossen (1524) «Письмо Цвингли Eidgenossenschaft[англ.]»
  - Wer Ursache zum Aufruhr gibt (1524) «Те, кто даёт повод для шума»
- Том 2: 1995, 556 страниц, ISBN 3-290-10975-5
  - Auslegung und Begründung der Thesen oder Artikel (1523) «Истолкование и обоснование тезисов, или положений»
- Том 3: 1995, 519 страниц, ISBN 3-290-10976-3
  - Empfehlung zur Vorbereitung auf einen möglichen Krieg (1524) «Рекомендация по подготовке к возможной войне»
  - Kommentar über die wahre und die falsche Religion (1525) «Комментарий к истинной и ложной религии»
- Том 4: 1995, 512 страниц, ISBN 3-290-10977-1
  - Antwort auf die Predigt Luthers gegen die Schwärmer (1527) «Ответ на проповедь Лютера против мечтателей»
  - Die beiden Berner Predigten (1528) «Бернские проповеди»
  - Rechenschaft über den Glauben (1530) «Отчёт о вере»
  - Die Vorsehung (1530) «Провидение Бога»
  - Erklärung des christlichen Glaubens (1531) «Объяснение христианской веры»

Полное собрание сочинений из 21 тома разрабатывается Zwingliverein совместно с Institut für schweizerische Reformationsgeschichte, и по планам будет организовано следующим образом:
- тома I—VI Werke: Богословские и политические сочинения Цвингли, эссе, проповеди и т. д. В хронологическом порядке. Этот раздел был завершён в 1991.
- тома VII—XI Briefe: Письма
- том XII Randglossen: Пометки Цвингли на полях книг
- тома XIII и остальные. Exegetische Schriften: Экзегетические заметки Цвингли о Библии.

Тома XIII и XIV уже опубликованы, тома XV и XVI в стадии подготовки. Тома XVII—XXI будут включать в себя толкования на Новый Завет.

## Публикации Ульриха Цвингли на русском языке
- Ульрих Цвингли  Богословские труды. // Издание подготовлено Б. А. Шарвадзе. — Тбилиси, 2009:
- Истолкование и обоснование тезисов, или положений (1523).
- Комментарий к истинной и ложной религии (1525).
- Бернские проповеди (1528).
- Отчёт о вере (1530).
- О провидении Бога (1530).
- Объяснение христианской веры (1531).